# ريفا (إسطنبول)
ريفا (بالتركية: Riva)‏ (وتسمى أيضا كايازي (بالتركية: Çayağzı)‏) هي قرية تتبع إداريا حي منطقة بيكوز من مقاطعة إسطنبول، وهي قرية ساحلية في الجزء الأناضولي من إسطنبول الكبرى، وتقع بين أنادولو فيينيري وشيلا. المسافة إلى مركز بيكوز هي حوالي 16 كيلومتر (9.9 ميل). بلغ عدد سكان القرية 1.585 حسب تعداد عام 2011. قبل الحرب العالمية الأولى، كانت غالبية سكان القرية تتألف من اليونانيين، ولكن بعد التبادل السكاني بين اليونان وتركيا في عشرينيات القرن العشرين، غادر اليونانيون القرية واستقر الأتراك من منطقة البحر الأسود في القرية.
على الرغم من أنها جزء من إسطنبول الكبرى، إلا أن القرية لا تزال تحتفظ ببعض الملامح الريفية. تقع قلعة ريفا على تلة حيث يلتقي نهر ريفا (المعروف أيضاً باسم Rheba أو Irve Stream) مع البحر الأسود.